# Велдон (Іллінойс)
Велдон (англ. Weldon) — селище (англ. village) в США, в окрузі Де-Вітт штату Іллінойс. Населення — 369 осіб (2020).

## Географія
Велдон розташований за координатами 40°7′17″ пн. ш. 88°44′59″ зх. д. / 40.12139° пн. ш. 88.74972° зх. д. (40.121490, -88.749658).  За даними Бюро перепису населення США в 2010 році селище мало площу 0,70 км², уся площа — суходіл.

## Демографія
Згідно з переписом 2010 року, у селищі мешкало 429 осіб у 171 домогосподарстві у складі 130 родин. Густота населення становила 612 особи/км².  Було 190 помешкань (271/км²).
Расовий склад населення:
| - 97,9 % — білих |

До двох чи більше рас належало 1,2 %. Частка іспаномовних становила 1,9 % від усіх жителів.
За віковим діапазоном населення розподілялося таким чином: 21,0 % — особи молодші 18 років, 62,9 % — особи у віці 18—64 років, 16,1 % — особи у віці 65 років та старші. Медіана віку мешканця становила 40,1 року. На 100 осіб жіночої статі у селищі припадало 110,3 чоловіків;  на 100 жінок у віці від 18 років та старших — 111,9 чоловіків також старших 18 років.
Середній дохід на одне домашнє господарство  становив 53 906 доларів США (медіана — 41 750), а середній дохід на одну сім'ю — 61 162 долари (медіана — 52 750). Медіана доходів становила 52 188 доларів для чоловіків та 30 455 доларів для жінок. За межею бідності перебувало 10,8 % осіб, у тому числі 8,3 % дітей у віці до 18 років та 9,6 % осіб у віці 65 років та старших.
Цивільне працевлаштоване населення становило 197 осіб. Основні галузі зайнятості: освіта, охорона здоров'я та соціальна допомога — 26,9 %, роздрібна торгівля — 13,2 %, виробництво — 13,2 %.